# Character indelebilis
Character indelebilis (lateinisch für „untilgbares Prägemal“) bedeutet in der christlichen Sakramentenlehre, dass bestimmte Sakramente die Person, die sie empfangen hat, unauslöschlich und unwiderruflich „prägen“ wie der Bildstempel auf einer Münze (so die Urbedeutung von altgriechisch χαρακτήρ charaktḗr).
Ein solches Prägemal verleihen nach römisch-katholischer Lehre die Taufe, die Firmung und das Weihesakrament, die unwiderruflich und unwiederholbar sind.
Mit der Lehre vom character indelebilis bekennt sich die Kirche zur Bundestreue Gottes, die in Christus ihren letzten und unwiderruflichen Ausdruck gefunden hat: „Wenn wir untreu sind, bleibt er doch treu, denn er kann sich selbst nicht verleugnen.“ (2 Tim 2,13 ).
Im Zusammenhang mit dem Weihesakrament in den drei Stufen Diakonat, Presbyterat, Episkopat besagt der Ausdruck, dass der Geweihte dies auch lebenslang bleibt, auch wenn er kein kirchliches Amt mehr innehat, sogar wenn ihm die Ausübung der jeweiligen Funktionen aus disziplinarischen oder lehramtlichen Gründen verboten oder er gar durch Laisierung aus dem Klerikerstand entlassen wurde. Auch dann kann er weiterhin noch gültig die Sakramente spenden, wenn auch meist unerlaubt, unter gewissen Umständen, etwa in Todesgefahr, jedoch auch mit expliziter kirchenrechtlicher Erlaubnis. Bei Bischöfen kann dies bis zu „unerlaubten, aber gültigen“ Weihen führen. Diese ziehen nach römisch-katholischer Lehre eine automatische Exkommunikation nach sich, etwa im Fall von Marcel Lefebvre.